# مؤتمر كيبيك 1943

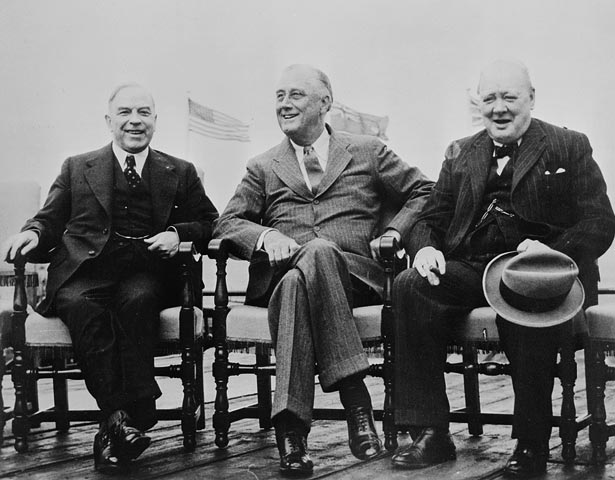
ماكنزي كينغ، فرانكلين روزفلت وتشرشل في مؤتمر كيبيك الأول

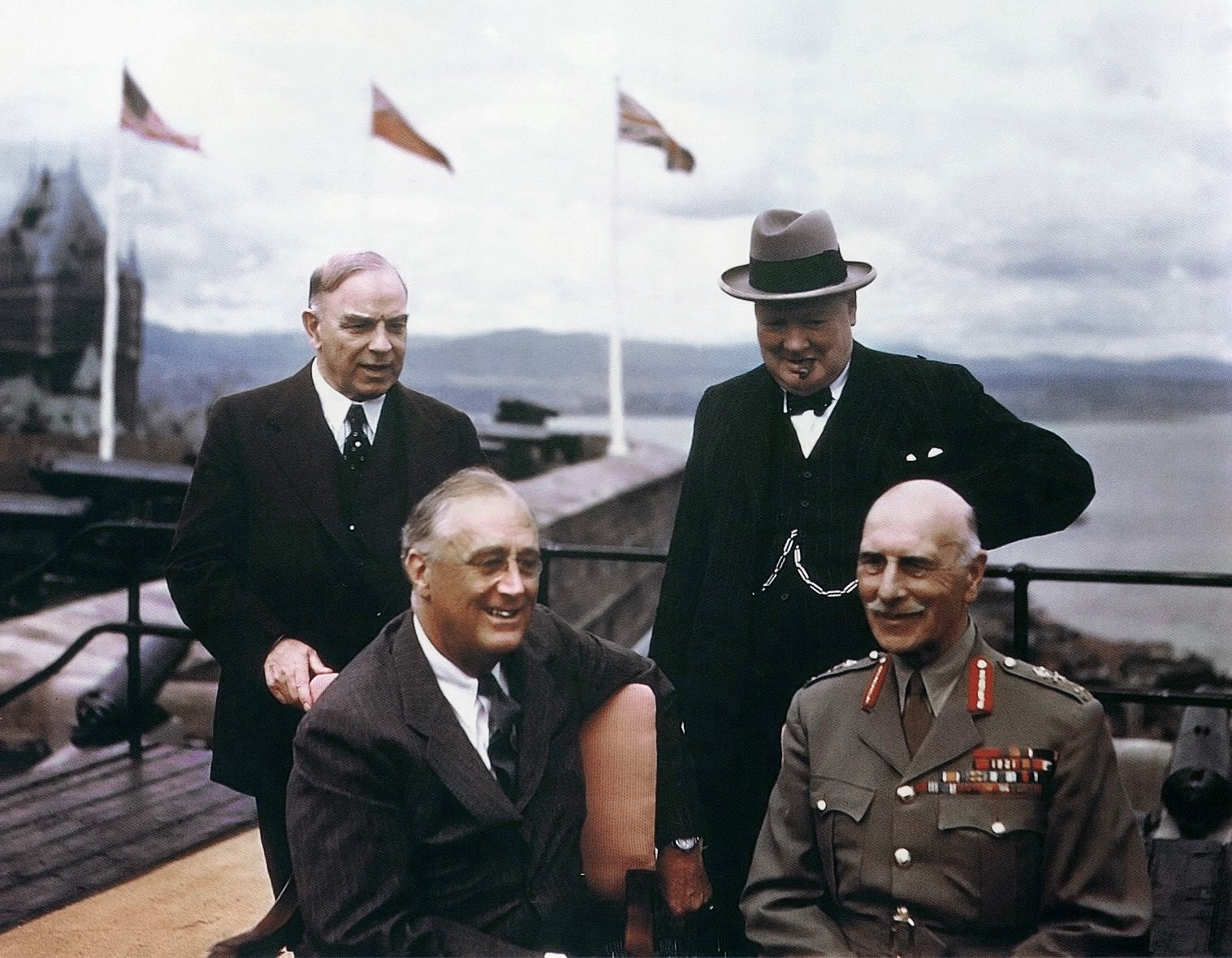
ماكنزي كينغ، فرانكلين روزفلت، ونستون تشرشل، وEarl of Athlone at La Citadelle

مؤتمر كيبيك الأول (التي يطلق عليها اسم "رباعي") في مؤتمر عسكري سري للغاية الذي عقد خلال الحرب العالمية الثانية بين الحكومتين البريطانية والكندية والولايات المتحدة الأمريكية. عقد المؤتمر في مدينة كيبيك، 17 أغسطس 1943 - 24 أغسطس، اتخذ 1943. ومكان في قلعة وفي شاتو فرونتيناك. وكان كبير ممثلي ونستون تشرشل وفرانكلين روزفلت، الذي استضافته رئيس الوزراء الكندي وليام ليون ماكنزي الملك. على الرغم من أن تشرشل اقترح ماكنزي الملك أن تشارك في جميع المناقشات، اعترض روزفلت الفكرة. ونتيجة لذلك، كانت الضيافة ماكنزي الملك بحتة تقريبا لأغراض الاحتفالية. جوزيف ستالين، زعيم الاتحاد السوفياتي، كانت قد دعيت للانضمام إلى المؤتمر، لكنه لم يحضر لأسباب وافق الحلفاء على بدء حوار من اجل التخطيط لغزو فرنسا، التي يطلق عليها اسم عملية الأعلى، في تقرير سري من قبل رؤساء المشتركة من الموظفين. واتفق على أن السيد الأعلى ستبدأ في 1 مايو 1944، ولكن هذا لم تهمل في وقت لاحق ووضع اللمسات الأخيرة لاحق. ومع ذلك، كان السيد الأعلى يست الخيار الوحيد. على سبيل المثال، لا تزال عملية جوبيتر كان احتمال قوي الألمان أثبتت قوية جدا على الساحل الفرنسي. في منطقة البحر الأبيض المتوسط (المسرح الذي كان تشرشل حريصا جدا) قرروا أن تركز المزيد من القوة لإزالة إيطاليا من تحالف دول المحور، وباحتلال جنبا إلى جنب مع كورسيكا. جعل تشرشل وروزفلت واضحا أنها لن تقبل سوى الاستسلام غير المشروط من إيطاليا، مع أن يكون هناك وقف كامل وفوري للقتال. جاءت هذه الانباء من خلال لسقوط صقلية لقوات الحلفاء، وهو الغزو الذي اتخذ أيام فقط 38. [7] وبعد ذلك تقرر أن غزو إيطاليا ستبدأ يوم 3 سبتمبر 1943. ومع ذلك، تم التوقيع على الهدنة في نفس اليوم، والتي وضعت رسميا من إيطاليا للخروج من الحرب.
كانت هناك مناقشات حول تحسين تنسيق الجهود من قبل الأمريكيين والبريطانيين والكنديين لتطوير القنبلة النووية. تشرشل وروزفلت، دون إدخال الكندي، وقعت اتفاقية كيبيك، مشيرا إلى أن التكنولوجيا النووية لن تستخدم ضد بعضها البعض، وأنها لن تستخدم ضد أطراف ثالثة دون موافقة من بعضها البعض، ولكن أيضا أن سبائك أنبوب لا تكون ناقش مع أطراف ثالثة. كندا، على الرغم من عدم الممثلة في اجتماع معين، لعبت دورا رئيسيا في هذه الاتفاقية لأنها كانت مصدرا رئيسيا من اليورانيوم والماء الثقيل، على حد سواء الأساسية في القنبلة الذرية.
تقرر أن العمليات في منطقة البلقان ينبغي أن يقتصر على مقاتلي توريد، في حين سيتم تكثيف العمليات ضد اليابان من أجل استنفاد الموارد اليابانية، وقطع خطوط اتصالاتهم، وتأمين القواعد التي يمكن أن هاجم البر الياباني إلى الأمام.
وبالإضافة إلى المناقشات الاستراتيجية، والتي كانت ترسل إلى الاتحاد السوفيتي وإلى شيانغ كاي شيك في الصين، كما أصدر المؤتمر بيانا مشتركا حول فلسطين، وتهدف إلى تهدئة التوترات كما كان الاحتلال البريطاني أصبحت لا يمكن الدفاع عنه على نحو متزايد. وأدان المؤتمر أيضا الفظائع الألمانية في بولندا.
وكان من الواضح أن القضاء إيطاليا من الحرب كانت الأولوية الرئيسية الحلفاء. كان من المتوقع أن يتم ذلك بحلول نهاية عام 1943. وبعد هذا هذا، كان الأمل القادم أن ألمانيا سوف يهزم من قبل سقوط عام 1944، والذي من شأنه أن يترك فقط المتبقية اليابان بين دول المحور.
وعقب المؤتمر، كان تشرشل في عطلة في مخيم الصيد وبعد ذلك، في 31 آب 1943، ألقى خطابه الإذاعي قبل السفر بقطار خاص ذاهبا إلى واشنطن العاصمة لاستئناف المحادثات مع روزفلت.

## صور مؤتمر كيبيك

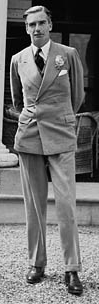
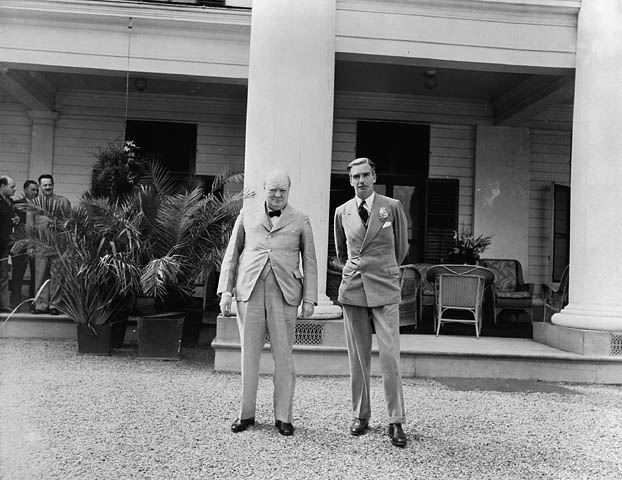
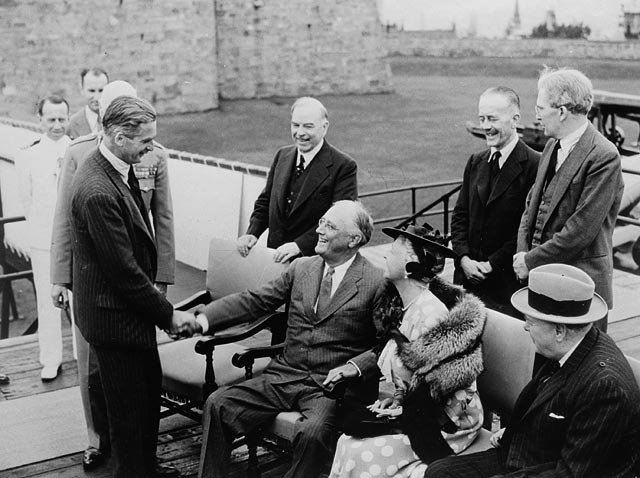
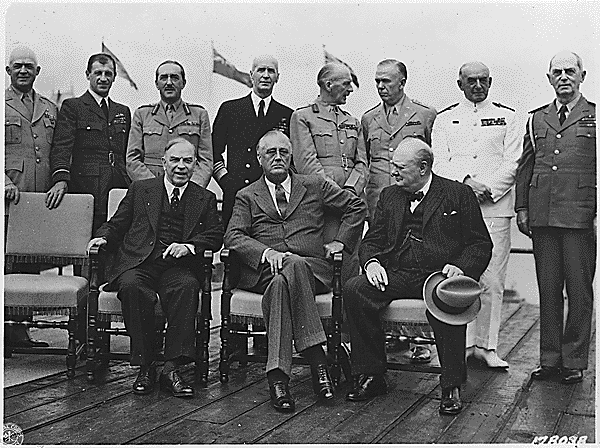

## وصلات خارجية
- {{استشهاد}}: استشهاد فارغ! (مساعدة).
- {{استشهاد}}: استشهاد فارغ! (مساعدة).
- full audio recording of address delivered by Winston Churchill, August 31, 1943 نسخة محفوظة 5 مارس 2016 على موقع واي باك مشين.